# Leandro Ribeiro
Leandro Joaquim Ribeiro (Rio de Janeiro, 13 gennaio 1995) è un calciatore brasiliano, attaccante del Seongnam.

## Palmarès

### Club

#### Competizioni statali
- Campionato Gaúcho: 1

Internacional: 2014

#### Competizioni nazionali
- Coppa di Moldavia: 1

Sheriff Tiraspol: 2018-2019
- Campionato moldavo: 1

Sheriff Tiraspol: 2019